# Johann Michaelis
Johann Michaelis (Nagyszeben, 1813. november 9. – Alcina, 1877. június 27.) erdélyi szász evangélikus lelkész és pedagógus.

## Élete
Apja seborvos volt. A gimnáziumot szülővárosában, felsőbb tanulmányait pedig a bécsi protestáns teológiai intézetben végezte. Visszatérte után szülővárosában 1835-ben felekezethez nem kötött felsőbb leányiskolát alapított, amelyhez 1845-ben bennlakással és élelmezéssel egybekötött intézetet csatolt. Mind a két intézet megszűnt 1849-ben, amikor vezetőjük Romániába menekült. 1838-tól a nagyszebeni ágostai evangélikus gimnázium tanára is volt és 1853-ban az ottani leányiskola igazgatója lett. Nagyszeben zenei életében is fontos szerepet játszott, különösen az 1838-ban keletkezett zeneegylet fölélesztése körül. 1849-től kezdve prédikátorként is működött. 1861. április 8-ától lelkész lett Alcinán.

## Művei
- Kleine deutsche Sprachlehre, nach Becker und Wurst bearbeitet, für Voksschulen Hermannstadt, 1840. (Újabb kiadása: Deutsche Sprachlehre für Volksschulen. Hermannstadt, 1867.).
- Anleitung zur Verfassung der im bürgerlichen Leben gewöhnlicher vorkommenden Aufsätze, mit besonderer Rücksicht auf das siebenbürgisch-sächische Privatrecht. Ein Handbuch für Schule und Haus. Hermannstadt, 1841. (2. jav. kiadás. Hermannstadt, 1847., 3. jav. kiadás. Hermannstadt, 1863.).
- Der deutsche Kinderfreund. Ein Lesebuch für Volksschulen von F. P. Wilmsen. Neue zum Gebrauche für siebenbürgische Volksschulen eingerichtete Ausgabe. Hermannstadt, 1847.
- Leitfaden zum Unterrichte in der Naturlehre für Anfänger. Hermannstadt, 1847.
- Leitfaden zum Unterrichte in der Naturgeschichte für Anfänger. Hermannstadt, 1847. (Ismét: Naturgeschichte für Volksschulen címmel. Hermannstadt, 1869. és 1880.).
- Leitfaden zum Unterrichte in der Naturlehre für Anfänger. Hermannstadt, 1848. (Ismét: Naturlehre für Volksschulen címmel. Hermannstadt, 1868.).
- Soldatenlieder. Gesammelt und herausgegeben. Hermannstadt, 1849.
- Konfirmandenbüchlein. Ein Leitfaden bei dem Unterrichte evangelisch-lutherischer Konfirmanden. Hermannstadt, 1851. (1910-if tíz kiadást ért meg; magyar nyelven Molnár Viktor fordításában jelent meg. Brassó, 1861.).
- Predigt am ersten Advent-Sonntage 1858. welcher in Hermannstadt zugleich als Reformationsfest gefeiert wird, in der evangelischen Pfarrkirche A. K. zu Hermannstadt gehalten. (Zum Besten des Unterstützungsfondes für Gewerbtreibende). Hermannstadt, 1858.
- Oesterreichische Vaterlandskunde, mit besonderer Rücksicht auf das Kronland Siebenbürgen. Zum Gebrauche in den siebenbürgischen Volksschulen von einem praktischen Schulmanne. Zweite Auflage Mit einer Karte der österreichischen Monarchie. Hermannstadt, 1858.
- Festgebet zur Geburtsfeier Sr. kais. Hoheit des durchl Kronprinzen von Oesterreich Rudolph Franz Karl Joseph. Ohne Glauben gibt es keinen Frieden. Predigt. (Die eine Hälfte des Ertrages ist dem Mädchen-Schulfonde A. K., die amdere Hälfte der Unterstüztung einer armen Waise gewidmet). Hermannstadt, 1858.
- Von unsern Lieben in der andern Welt. Eine Gabe der Liebe für trauernde Herzen. Hermannstadt, (1859.).
- Predigt, gehalten am Feste Mariä Verkündigung 1860 in der evangelischen Pfarrkirche in Hermannstadt. Thema: Der wahre Schmuck christlicher Jungrauen, oder Ueber weibliche Erziehung. Der Gesammtertrag ist für die Abgebrannten in Bolkatsch bestimmt. Hermannstadt, 1860.
- Anleitung zur Benützung der neuen Handfiebel nach der Schreib-Lese-Methode. Zum Gebrauch in den siebenbürgischen Volksschulen. Zweite verbesserte und vermehrte Auflage. Hermannstadt, 1864. (1892-ig 13 kiadást ért meg).
- Rede zur Eröffnung der dritten Hauptvereins-Versammlung der Gustav Adolph-Stiftung für Siebenbürgen am 2. August 1865. Gehalten in der evangelischen Pfarrkirche A. K. zu Kronstadt … Der Ertrag ist dem Alzener Schulbaufonde gewidmet. Hermannstadt, 1865.
- Handbuch für Volksschulen. Erstes Heft. Die Sprachlehre. Hermannstadt, 1867. II. Heft. Naturlehre. 1869. III. Naturgeschichte. 1869. IV., V Geographie und Geschichte von Ungarn mit besonderer Rücksicht auf Siebenbürgen. 1874. IV. Erdbeschreibung von Ungarn. 2. Auf. Neu bearbeitet von E. Albert Bielz, 1880. V. Geschichte … 3. kiadás, ujra átdolgozva. E. Alb. Bielz. 1888.).
- Die christliche Religion für Kinder auf Grund biblischer Erzählungen. Hermannstadt, 1869. (3. k. 1874., 6. k. Uo. 1892.)
- Landwirtschaftslehre für Fortbildungsschulen. Hermannstadt, 1872.